# Palazzo Salvetti Sebregondi

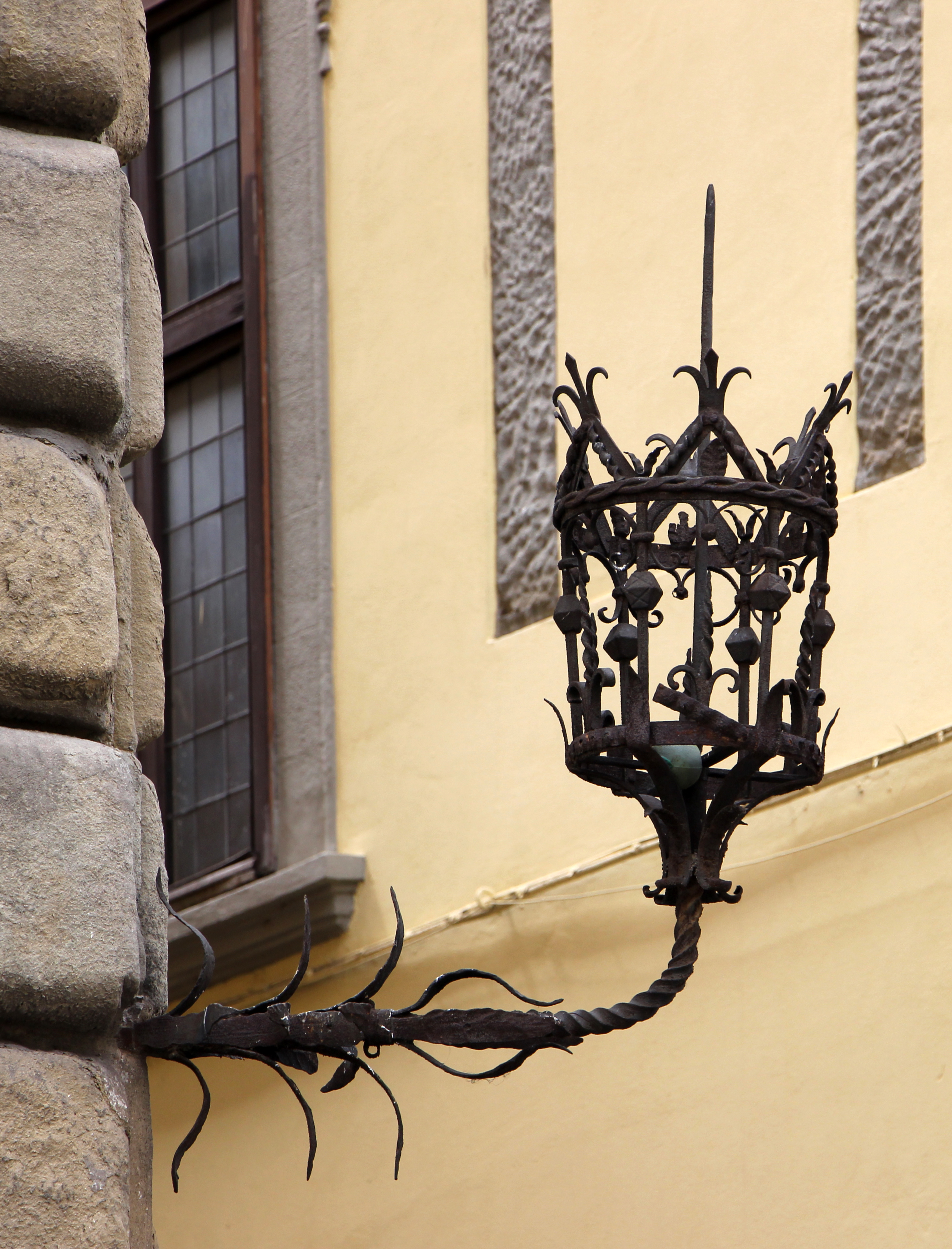
Portalanterna in angolo su via del Fico

Palazzo Salvetti Sebregondi è un edificio di Firenze, situato in via Ghibellina 81, alla testa dell'isolato tra via de' Pepi (n. 12) e via del Fico.

## Storia e descrizione
L'edificio, documentato in antico come proprietà dei del Caccia (1450), è stato successivamente delle famiglie Salvetti (1564), Bartoli (1568), Guardi della Fonte (1573), Tornaquinci (1701), Bourbon del Monte Santa Maria (1727), Boccherini, (1731), e quindi dei Digerini Nuti e dei Sebregondi. 
Per quanto di più antiche origini, il palazzo presenta attualmente caratteri definiti tra la fine del Cinquecento e gli inizi del secolo successivo su progetto del cavalier Lorenzo Sirigatti, che unificò e ridisegnò le preesistenze su commissione dei Della Fonte. Come proprietà di questa famiglia la casa è ricordata da Francesco Cinelli per le opere d'arte contenutevi, e in particolare per essere stata "adornata di molte statue [antiche] fra le quali vi è una testa di marmo d'una Cleopatra tenuta in pregio, un'altra d'una femmina, ed una d'un Console molto belle, né di questa è men vaga quella d'un Seneca". 
Nonostante la data alla quale si deve riferire l'attuale prospetto principale, organizzato su tre piani e cinque assi, appaiono evidenti i caratteri tardo-quattrocenteschi del disegno d'insieme, con il vistoso bozzato angolare e le finestre ad arco poggianti su semplici ricorsi in pietra, incorniciate da bugne, leggermente rilevate al primo piano, a filo dell'intonaco al secondo. Tali caratteristiche sono state spiegate (Mazzino Fossi) con la supposta volontà di Lorenzo Sirigatti (del quale peraltro ben poco si conosce) di recuperare il misurato linguaggio quattrocentesco dopo le sperimentazioni proprie della stagione manierista, come in effetti è proprio di molte altre fabbriche erette a Firenze tra la fine del Cinquecento e i primi decenni del secolo successivo, che qui si esprimerebbe anche nell'organizzazione degli spazi interni. Più semplicemente, tuttavia, si potrebbe immaginare l'intervento promosso dai della Fonte più di ripristino di una situazione esistente che non di rilettura radicale del suo disegno, eccezion fatta per le finestre al piano terreno che bene si prestano ad essere collocate in questo torno di anni. 
Colpito dalle acque dell'alluvione del 4 novembre 1966 (che qui raggiunsero i quattro metri) è stato successivamente e con cura restaurato. Nell'androne è notevole il cancello della prima metà dell'Ottocento, che introduce a un cortile con colonne composite rinascimentali. Lo scalone e la maggior parte degli interni mantengono quasi del tutto gli antichi elementi architettonici come soffitti, volte e decorazioni minori. 
L'edificio appare con la denominazione di "palazzo Digerini Nuti" nell'elenco redatto nel 1901 dalla Direzione Generale delle Antichità e Belle Arti, quale edificio monumentale da considerare patrimonio artistico nazionale.